# Vanellus superciliosus
Vanellus superciliosus é uma espécie de ave da família Charadriidae.
Pode ser encontrada nos seguintes países: Burundi, Camarões, República Centro-Africana, República do Congo, República Democrática do Congo, Gana, Quénia, Mauritânia, Nigéria, Ruanda, Tanzânia, Togo, Uganda e Zâmbia.